# 한국의 애니메이션 영화 목록
다음은 대한민국와 조선민주주의인민공화국의 애니메이션 영화 목록이다. 이들은 모두 한국어 전용이다.

## 1960년대
- 홍길동 (애니메이션)
- 호피와 차돌바위
- 흥부와 놀부
- 황금철인
- 손오공
- 검은 별과 황금박쥐
- 홍길동 장군
- 보물섬

## 1970년대
- 번개아텀
- 로보트 태권브이
- 철인 007
- 로보트 태권브이
- 전자인간337
- 황금날개 123
- 콩쥐 팥쥐
- 77단의 비밀
- 로보트 태권V 대 황금날개의 대결
- 날아라 원더공주
- 달려라 마징가 X
- 똘이장군
- 별나라 삼총사
- 손오공과 별들의 전쟁
- 은하함대 지구호
- 날아라! 우주전함 거북선
- 검은별과 황금박쥐
- 도깨비 감투
- 간첩잡는 똘이장군
- 동물보물섬
- 우주소년 캐시

## 1980년대
- 삼총사 타임머신 001
- 삼국지 – 도원결의
- 우주대장 애꾸눈
- 15소년 우주 표류기
- 삼국지 – 관우 오관돌파편
- 꼬마어사 똘이
- 소년 007 은하특공대
- 엄마 찾아 삼천리
- 소년 007 지하제국
- 구국의 태양 성웅 이순신
- 공룡 100만년 똘이
- 로보트킹
- 혹성 로보트 썬더 A
- 흑룡왕과 비호동자
- 해돌이 대모험
- 은하전설 테라
- 미래소년 쿤타 버뮤다 5000년
- 해저탐험대 마린엑스
- 초합금 로보트 쏠라 원.투.드리
- 황금의 팔
- 스페이스 간담 브이
- 슈퍼특급 마징가 7
- 콤퓨터핵전함 폭파대작전
- 황금연필과 개구장이 외계소년
- 철인 삼총사
- 우주전사 홍길동
- 다윗과 골리앗
- 독고탁 태양을 향해 던져라
- 슈퍼 타이탄15
- 우주전사 홍길동
- 불사조 로보트 피닉스 킹
- 꾸러기 발명왕
- 내 이름은 독고탁
- 로보트 태권V - 84 태권브이
- 똘이와 제타 로보트
- 로보트왕 썬샤크
- 독고탁 3 – 다시 찾은 마운드
- 로보트군단과 메카3
- 무적철인 람보트
- 도깨비 방망이
- 각시탈
- 떠돌이 까치
- 독고탁의 비둘기 합창

## 1990년대
- 머털도사와 108 요괴
- 로티의 모험
- 장독대
- 흙꼭두장군
- 꿀벌의 친구
- 개그특공대 로봇트윈스
- 거리의 무법자
- 슈퍼 차일드
- 블루시걸
- 붉은 매
- 헝그리 베스트5
- 돌아온 영웅 홍길동
- 아마게돈
- 아기공룡 둘리 - 얼음별 대모험

## 2000년대
- 마리이야기
- 오세암
- 원더풀 데이즈
- 아치와 씨팍
- 천년여우 여우비

## 2010년대
- 돼지의 왕
- 마당을 나온 암탉
- 소중한 날의 꿈
- 파닥파닥
- 우리별 일호와 얼룩소
- 고스트 메신저
- 타이밍
- 달빛궁궐
- 서울역
- 신비아파트: 금빛 도깨비와 비밀의 동굴
- 언더독
- 나쁜 상사
- 극장판 신비아파트: 하늘도깨비 대 요르문간드

## 2020년대
- 태일이
- 기기괴괴 성형수
- 스트레스 제로
- 연의 편지
- 신비아파트 극장판 차원도깨비와 7개의 세계
- 유미의 세포들
- 퇴마록

## 같이 보기
- 대한민국의 애니메이션
- 조선민주주의인민공화국의 애니메이션
- 한국 만화
- 한국 애니메이션의 역사
- 한국의 애니메이션 시리즈 목록